# Hitomi Kanehara
Hitomi Kanehara (ja: 金原 ひとみ, Kanehara Hitomi), född 8 augusti 1983 i Tokyo, är en japansk författare. Kanehara hoppade av gymnasiet vid 15 års ålder, och fokuserade därefter på sitt skrivande.
Hon debuterade med Ormar och piercing 2008. Romanen tilldelades det prestigefyllda Akutagawa-priset, med bland annat Ryu Murakami i juryn. Den har sålt i mer än en miljon exemplar i Japan. Matt Thorne konstaterade i The Independent att hennes andra roman, på engelska översatt till Autofiction, är "den mest eleganta postmodernistiska flyktsakt av en samtida romanförfattare hittills".